# Wepener
Wepener è una città dello Stato libero, in Sudafrica, situata vicino al confine con il Lesotho.

## Storia
La città prende il nome da Louw Wepener, il capo dei boeri nella loro guerra con il capo Basotho, Moshoeshoe I, nel 1865. Fu fondata nel 1867 sulle rive del Jammersbergspruit, un affluente del fiume Caledon. p. 352 Il Jammerberg (montagna del dolore) domina il villaggio. Louw Wepener fu ucciso il 15 agosto 1865 mentre cercava di assaltare la roccaforte di Moshoeshoe a Thaba Bosiu. A lui è intitolata anche una delle scuole locali.
Wepener era il più meridionale dei numerosi insediamenti fondati dallo Stato libero nei "territori conquistati" per impedire ai Basotho di reinsediare le terre loro sottratte durante la guerra del 1865. La parrocchia, riformata olandese, fu fondata nel 1870 e alla città fu concesso il suo primo consiglio comunale nel 1875. La bella chiesa riformata olandese in arenaria venne progettata da un architetto gallese. Il design della chiesa riflette la sua eredità: le piume del Principe di Galles adornano il campanile.
Durante la guerre boere, una guarnigione coloniale britannica e sudafricana di 2000 uomini, sotto il colonnello E. H. Dalgety, fu assediata dai boeri sotto il comando del generale Christiaan de Wet a Jammers sul fiume Caledon. L'assedio durò 17 giorni, fino all'arrivo dei rinforzi, il 25 aprile 1900, per porre fine alla battaglia in favore degli inglesi.
Il distretto di Wepener fu teatro di numerose battaglie, incursioni e scaramucce nel corso del XIX secolo. Molte tombe, per lo più senza identificazione, esistono ancora a ricordo degli eventi accaduti nella valle di Jammerbergspruit durante questo periodo tempestoso.
Oggi la città è un centro commerciale per un distretto di 1.725 km quadrati dove si pratica l'agricoltura mista. Le attività agricole comprendono l'allevamento di bovini e ovini, la produzione di latte e la coltivazione di grano e mais.
Ci sono due hotel a Wepener, The Wepener Hotel e Lord Fraser's Guest House. Quest'ultimo era la residenza estiva di Lord Ian Fraser di Lonsdale. Era il presidente del consiglio di amministrazione dell'azienda di vendita al dettaglio una volta potente, Frasers, in Lesotho. Il Fleetwood Country Inn si trova a circa 8 km fuori città. Ci sono strutture ricreative presso le vicine dighe di Knelpoort e Welbedacht.
Altre strutture nel villaggio comprendono diversi negozi di ogni genere, rivendita di materiale edile, club sportivo, negozi di mobili, macelleria, 2 banche, studi medici, ufficio postale, distributori di carburante, stazione di polizia e tribunale.